# 諸橋晴也
諸橋 晴也（もろはし せいや、1977年8月24日 - ）は、日本のプロレスラー。
実弟に元プロレスラーの諸橋正美がいる。

## 来歴
折原昌夫が設立したプロレス団体「MOBIUS」に入門し、1997年5月17日にI.W.A.JAPAN北茨城市民体育館大会における対江川英知戦でデビュー。
1999年1月15日WAR後楽園大会において、ドクターストップのかかった江川の引退マッチで再デビュー（江川は翌年復帰）。その後、休業していたが2002年6月6日、Club ATOM大会の対スーパー宇宙パワー戦でDDTプロレスリング所属選手として復帰を果たす。
2009年1月1日付けでユニオンプロレスに移籍した。
2011年6月2日より村上和成（ビッグ村上）からリングネームを譲り受ける形で「ビッグ諸橋」に改名した。その後、ユニオンプロレスに参戦した師匠格の折原から「ルード（ヒール）になれ」と指南されるが、2012年1月3日の試合でリック・ルードをモチーフとしたキャラクターにチェンジ。リングネームを「ビッグ・ルード」とした。同年7月29日より「諸橋晴也」に戻す。
2012年9月、DDTの新規事業としてストレッチ専門店「ベストストレッチ」が開店。トレーナーとしての経験を買われ、諸橋が店長に就任した。
2015年10月、ユニオンプロレス解散に伴い、DDTに復帰。
2016年3月いっぱいでDDTを退団し、今後はフリーとして活動する。ベストストレッチ柏店では通常通りの勤務を行うが、諸橋は独立するため柏店が閉店となった。10月1日に柏に『効きマックス』というストレッチ整体専門店を開業した。
2017年よりプロレスリング・ノアに参戦。

## 人物
- クリス・ベノワを尊敬しており、ベノワの得意技を使いこなす。
- マイクパフォーマンス中は「このヤロー!!」をよく使用し、ひとしきりしゃべった後に「バーカ!!」と言って退場することが多い。
- 髪の毛が少ないため、事ある毎にネタにされている。このため、増毛・ウィッグ販売を手掛けるスヴェンソンのモニターに選ばれ、広告に起用されている。
- 2008年と2009年にはボディビルに挑戦し、千葉県大会および関東クラス別選手権で好成績を収めた。
- DDTの総選挙での演説放送の際は変なおじさんになりきって登場することもあった。時折、試合でも変なおじさんをモチーフとしたムーブを披露する。

## 得意技
クォーラルボンバー
技名の由来は漫画『キン肉マン』に登場したネプチューンマンの同名の必殺技。
クォーラルドライバー
垂直落下式ブレーンバスター。
クロスフェイスロック
シャープシューター
ワイルドボム
非常に速い速度で叩きつける変型パワーボム。
ジャーマンスープレックス
ダイビングヘッドバット
カミゴェ
諸橋の練習仲間である飯伏幸太の必殺技。

## タイトル歴
DDTプロレスリング
- KO-Dタッグ王座
  - 第9代（パートナーは一宮章一）
  - 第11代（パートナーは橋本友彦）
  - 第17代、第19代（パートナーはタノムサク鳥羽）
  - 第23代（パートナーはマサ高梨）
- アイアンマンヘビーメタル級王座
  - 第106代、第111代、第136代、第138代、第249代、第266代
- キング・オブ・ダーク王座
  - 第9代、第13代

ユニオンプロレス
- 世界アイデアポケット級王座
  - 第3代

## 入場曲
- Don't Call Me White（NOFX）